# Eugenio Gómez Carrión
Eugenio Gómez Carrión (Alcañices, 1786 - Sevilla, 1871), va ser organista de la Catedral de Zamora durant el primer terç del segle xix. Es formà al Colegio San Pablo de Zamora i a l'escolania de la catedral, on estudià harmonia i orgue amb el mestre Luis Blasco i l'organista Manuel Dachua. El 1812 obtingué la plaça de segon organista de la catedral de Zamora, càrrec que també guanyà a Sevilla el 1814.
Amb Manuel Sanclemente, organista primer de la catedral de Sevilla, va promoure la fundació d'una acadèmia filharmònica, una inicitaiva que la Real Sociedad Económica Sevillana de Amigos del País va valorar amb bons ulls. Va donar classes de piano a la Infanta Luisa Fernanda, germana de la reina Isabel II.
Durant la seva etapa sevillana va poder conèixer a Franz Liszt, quan aquest va visitar Sevilla el 1844 per fer-hi tres concerts. Gómez li va mostrar les seves 12 Melodías harmonizadas per a piano i Liszt el va animar a seguir component. També contactà amb Glinka quan aquest visità Sevilla durant la promavera de 1847.
La figura d'Eugeni Gómez Carrión encara no és prou coneguda, tot i que l'any 1987 la Caja Zamora va publicar una serie d'enregistraments sobre músics de la catedral, on hi és inclòs.

## Obra
Al llarg de la seva trajectòria compositiva escriví música per a piano (36 melodies harmonitzades i peces curtes, valsos, masurques), orgue, orquestra, música escènica i també repertori eclesiàstic. Un dels seus ofertoris per a orgue encara es toca a Sevilla. A més, va crear un arrengament de la Cinquena Angustia per a piano i instruments de vent. Al fons musical SEO (Fons de l'església parroquial de Sant Esteve d'Olot) es conserva un ofertori per a orgue d'aquest autor.